# DivX
DivX — видеокодек, различные версии которого соответствуют стандартам MPEG-4 part 2, MPEG-4 part 10 (MPEG-4 AVC, H.264), HEVC (H.265).

## История разработки
Первая версия кодека DivX;) 3.11 Alpha появилась в ноябре 1999 года как результат патча (сняты ограничения на битрейт и контейнер) видеокодека фирмы Microsoft (MP43c32.dll) французским хакером, известным как «Gej» (Jérôme Rota).
Смайлик в названии («DivX;-)») появился не случайно. В то время американская компания Circuit City пыталась продвигать на рынке видеосистемы Digital Video Express (DIVX) на основе Pay-per-View (оплата за просмотр). Бизнес-идея — продажа фильмов на компакт-дисках, стоимость которых была бы невысока, но для повторного просмотра необходимо было вносить плату. Тогда взломать систему защиты Digital Video Express было целью многих американских хакеров. До того, как им удалось сделать это, DivX исчезла с рынка по экономическим соображениям, а французские программисты MaxMorice и Жером «Gej» Рота увековечили её в названии нового формата.
В начале 2000 бывший директор MP3.COM Джордан Гринхолл пригласил Gej для создания компании DivX Networks (в 2005 г. компания будет переименована в DivX, Inc.) и расположится в Сан-Диего, штат Калифорния).
В январе 2000 года вышла версия DivX 3.22 или 3.11 VKI (Variable Keyframe Interval) с улучшенным алгоритмом декодирования и надёжности.
В июле 2000 года DivX Networks запускает проект Mayo, в рамках которого в январе 2001 г. появляется OpenDivX (Open Source), целью которого была разработка кодека без заимствований из кода Microsoft во избежание возможных юридических проблем. OpenDivX несовместим с 3.11 и не имеет с ним ничего общего, кроме названия. Разработчики проекта DivX сталкивались с обвинениями, что их проект способствует компьютерному пиратству, формат представлял собой идеальное решение для записи пиратских дисков DVD, позволяя успешно решать сложнейшую задачу сжатия информации DVD объемом 4,7 Гбайт до 650 Мбайт и размещения ее на диске CD-ROM при минимальных потерях качества. В апреле 2001 один из разработчиков «Sparky» начал создание нового высокопроизводительного алгоритма кодера — «encore2». В июле, когда «encore2» был завершён, код  был удалён из общедоступного репозитория. Чуть позже, в июле 2001 г., DivX Networks выпускают DivX 4.0, созданный на основе кода «encore2», и полностью замораживают развитие Mayo (opendivx). В результате противостояния разработчиков и DivX Networks в июле 2001 г. opendivx  (с «encore2») был выделен в отдельный продукт Xvid (в дальнейшем код OpenDivX  будет заменен и Xvid станет доступен под лицензией GNU).
В декабре 2001 состоялся релиз Divx 4.12. В нём устранены баги, а также несовместимости с хаком и предыдущими релизами. До версии 4.12 все предыдущие версии кодека были хуже, чем «DivX;-) 3.11».
В Divx 4.* появилось двухпроходное кодирование и кодирование с постоянным параметром квантизации.
В марте 2002 г. выпущен DivX 5.0 — первая коммерциализированная версия. Бесплатный базовый вариант (Divx free) создает видеопоток, соответствующий сертифицированной ISO-версии формата MPEG-4, в то время как в коммерческой и Adware версии (Divx Pro) доступны GMC (глобальная компенсация движения) (англ.), B-Кадры (кадры, закодированные с опорой на два кадра, B = Bi-directional) и QPel (обозначение способа восстановления движения, Q = 1/4). Видео, закодированное с GMC и QPel, воспроизводилось не на всех бытовых плеерах.
Летом 2003 года DivX Networks объявила о выходе кодека 5.1, который благодаря реализованной технологии оценки визуальных кадров позволяет при меньших битрейтах получать лучшие результаты, чем при использовании предыдущих версий.
В сентябре 2004 года кодек DivX стал полностью функциональным, выпустив версию 5.2.1.
DivX версии 6 привнёс следующие изменения: DivX 6 (июнь 2005 ) — новый контейнер DivX Media Format (с расширением .divx); DivX 6.1 (декабрь 2006 ) — поддержка многопроцессорности; DivX 6.4 (декабрь 2007) — поддержка кодирования в 1080p, быстрый первый проход; DivX 6.8.2 (апрель 2008) — пользовательские матрицы квантования. Последняя версия ASP-кодека (DivX 6.9.2) выпущена в феврале 2010.
В январе 2009 выпущен DivX 7 с видеокодером стандарта H.264 (AVC).
В сентябре 2013 выпущен DivX 10 с видеокодером стандарта H.265 (HEVC).

## Программное обеспечение DivX Plus
Для просмотра на ПК можно использовать множество различных программ. В настоящее время большинство аппаратных плееров имеет поддержку DivX вплоть до разрешения Full HD 1080.

### DivX Web Player
Компанией DivX был также разработан DivX Web Player, позволяющий просматривать видеофайлы формата DivX, AVI и MKV в браузерах типа Chrome, Internet Explorer, Firefox и Safari в режиме Full HD. 

### DivX Mobile Player
Для пользователей доступно мобильное приложение DivX Mobile Player. Для загрузки представлены версии 1.01 beta и 0.95 beta от 22 апреля 2010 г., совместимые с платформами Symbian 9 (S60 3rd Edition, S60 5th Edition, UIQ 3), Windows Mobile 5 и 6. Выпуск новых версий приложения не планируется. Срок работы актуальных версий приложения ограничен и истекает в конце 2012 года, после чего пользователям предлагается приобрести сертифицированное DivX-устройство. Для доступа к приложениям посредством сайта DivX, оптимизированного для мобильных устройств, требуется наличие регистрации в DivX Labs.

### DivX Converter
Предназначен для быстрой и легкой конвертации большинства популярных видеоформатов, веб-конвертер также позволяет настраивать параметры кодирования (разрешение, размер файла и битрейт), объединять несколько видео в один файл, создавать трюки игры для гладкой перемотки и добавлять до нескольких субтитров и звуковых дорожек. Добавлена поддержка MPG-, TS-, VOB- и SVCD-файлов с MPEG-2/DVD плагином.

### DivX Plus Codec Pack
Codec Pack включает в себя самый полный набор кодеков, фильтров и сплиттеров для конвертера, плеера и веб-плеера.
Аппаратные плееры
В конце октября 2002 компанией KISS Technology был представлен первый бытовой аппаратный плеер DVD с поддержкой стандарта DivX